# جاين والكر
جاين والكر (بالإنجليزية: Jane Brotherton Walker)‏ (و. 1925 – 2009 م) هي عالمة تصنيف، وعالمة حشرات، من كينيا، ولدت في نيروبي، توفيت في بريتوريا، عن عمر يناهز 84 عاماً.

## التعليم
تعلمت في جامعة ليفربول، وجامعة ويتواترسراند.